# Ursegmentstiel

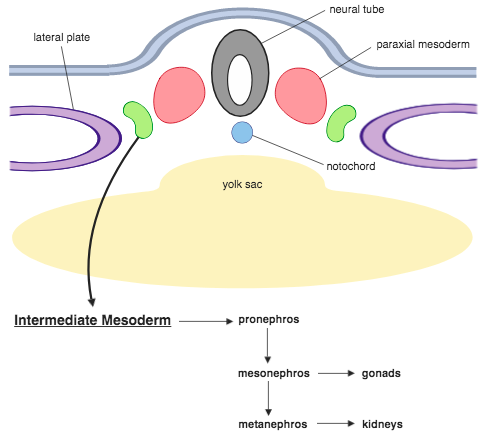
Schematischer Querschnitt durch den oberen Bereich eines Embryos, Ursegmentstiel grün

Der paarige Ursegmentstiel (Syn. intermediäres Mesoderm, Somitenstiel, Nephrotom) ist eine Bildung des Mesoderms beim Embryo. Die Ursegmentstiele entstehen durch Einfaltung der Mesodermplatte aus den seitlichen Anteilen der Ursegmente (Somiten) und verbinden dann wie ein Stiel die sekundären Ursegmente mit den Seitenplatten. In der Organogenese bilden die Ursegmentstiele des Brust- und Lendenbereichs den ungegliederten nephrogenen Strang, während sie im Kopf-Hals-Bereich segmental gegliedert bleiben. Aus dem intermedidären Mesoderm entwickeln sich alle Nierengenerationen der Wirbeltiere (Vorniere, Urniere und Nachniere). In den Ursegmentstielen differenzieren sich kleine Gänge, die im vorderen Abschnitt zu den Vornierenkanälchen, im mittleren Abschnitt zu den Urnierenkanälchen und im hinteren Abschnitt zu den Nachnierenkanälchen werden. Der Ursegmentstiel ist nicht nur Vorläufer für die definitive Niere, sondern auch für Hoden, Nebenhoden und Eierstock.